# US-KMO
US-KMO (indice GRAU 71Kh6) est une famille de satellites d'alerte précoce géostationnaires soviétique puis russe dont le développement a été initié en 1979 et qui est toujours en opération en 2012. Ces satellites sont chargés de détecter le lancement des missiles balistiques mer-sol et
sol-sol. Ils font partie du système de détection OKO-1 (en russe œil) qui comprend également une constellation de satellites placés sur une orbite elliptique élevée. Les satellites US-KMO sont les successeurs des US-K et  US-KS. Le dernier lancement a eu lieu en 2012 et ils doivent être remplacés à compter de 2015 par les satellites Toundra.

## Historique
Le développement des satellites US-KMO a débuté en 1979. Contrairement à la première génération de satellites d'alerte précoce soviétiques constituées des US-K (orbite haute elliptique) et US-KS (orbite géostationnaire) qui n'était capable de détecter que les lancements de missiles balistiques sol-sol depuis les sites américains, les satellites US-KMO devaient pouvoir détecter les lancements depuis les sous-marins. Les données qu'ils fournissent sont complétées par celles transmises par la constellation de satellites US-K placés sur une orbite elliptique élevée. Le premier lancement d'un satellite US-KMO a eu lieu en 1991 et le système a été déclaré opérationnel en 1996 après 3 lancements réussis.

## Caractéristiques
Le satellite US-KMO est construit par la société Lavotchkine. C'est un satellite géostationnaire de 2 600 kg dont la durée de vie moyenne est sans doute comprise entre 5 et 7 ans. La charge utile est constituée par un télescope infrarouge doté d'un miroir de 1 mètre de diamètre et d'un pare soleil de forme conique long de 4,5 mètres qui est déployé en orbite. Contrairement aux satellites US-K, le satellite effectue ses observations à la verticale avec la Terre en arrière-plan.

## Historique des lancements
| Nom         | Date de lancement | Lanceur | Statut                    | Commentaire                 |
| ----------- | ----------------- | ------- | ------------------------- | --------------------------- |
| Cosmos 2133 | 14/2/1991         | Proton  | Hors service              | Opérationnel durant 56 mois |
| Cosmos 2224 | 17/12/1992        | Proton  | Hors service              | Opérationnel durant 77 mois |
| Cosmos 2282 | 6/7/1994          | Proton  | Hors service              | Opérationnel durant 17 mois |
| Cosmos 2350 | 29/4/1998         | Proton  | Hors service              | Opérationnel durant 2 mois  |
| Cosmos 2379 | 24/8/2001         | Proton  | Hors service              |                             |
| Cosmos 2397 | 24/4/2003         | Proton  | Hors service              |                             |
| Cosmos 2440 | 26/6/2008         | Proton  | Hors service              |                             |
| Cosmos 2479 | 30/04/2012        | Proton  | Hors service (avril 2014) |                             |